# Pliniusbron

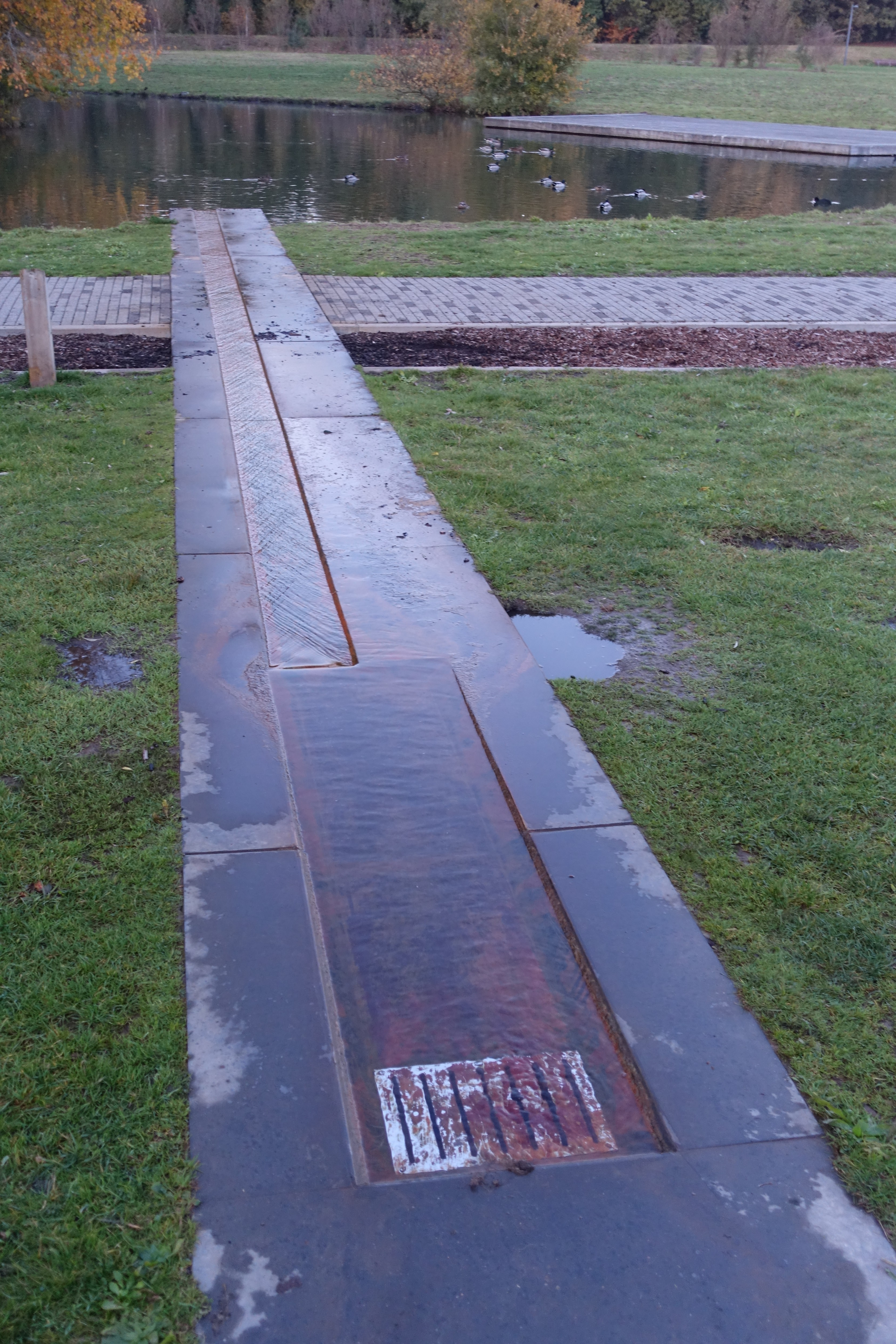
Pliniusbron Tongeren

De Pliniusbron of Pliniusfontein is een bron, genoemd naar Plinius de Oudere. Deze Romeinse encyclopedist maakte in zijn Natuurlijke Historie (31.12) melding van een waterbron in het gebied van de Tungri, een stam in Gallia Belgica:
"Bij de Tungri is een opmerkelijke bron die tintelt met veel waterbelletjes naar roest smaakt, wat men overigens pas gewaar wordt wanneer men ervan heeft gedronken. Het water reinigt het lichaam en geneest de derdedaagse koorts en de pijn van nierstenen."
Sinds de zestiende eeuw wordt deze bron gelijkgesteld met een ijzerhoudende bron bij Tongeren. Deze ligt ongeveer twee kilometer ten noorden van de stad, richting Hasselt in het Pliniuspark. Het water is ijzerhoudend en werd ook in middeleeuwse geschriften als genezend omschreven: "zij die leden aen daghse kortse, het graveel, bloetspouwen of andere quaelen" zochten er bevrijding van hun kwalen. Het water werd in kruiken gedaan en, voorzien van het stadszegel naar overal verzonden. De bron werd zo beroemd dat zowel de Franse koning Lodewijk XV als Napoleon er hun dorst kwamen lessen maar raakte daarna in vergetelheid.
Nochtans is het water van de bron niet 'tintelend'. De koolzuurhoudende bronnen van Spa voldoen wel aan de beschrijving van Plinius, en lagen bovendien binnen de Civitas Tungrorum. Een andere mogelijkheid is dat hij op de geneeskrachtige wateren van Aken doelde.
In 1913 inspireerde de Pliniusfontein de Vlaamse componist Arthur Meulemans tot de symfonische schets Plinius' Fontein.